# Kastusha (cràter)
Kastusha és un cràter d'impacte en el planeta Venus de 13 km de diàmetre. Porta el nom d'un antropònim mordovià, i el seu nom va ser aprovat per la Unió Astronòmica Internacional el 1997.